# Valerij Nyikolajevics Szizov
Valerij Nyikolajevics Szizov (oroszul: Валерий Николаевич Сизов; Csapajevszk, 1965. január 9. – ) orosz nemzetiségű kosárlabdázó. Magyarországi kosárlabda-pályafutását a székesfehérvári Alba Regia (ma Alba Fehérvár) csapatában kezdte meg.

## Sikerei
- junior Euro champions bajnok
- Európa-bajnoki ezüstérmes
- a BK Himki edzője[2]

## Nemzetközi szereplés
- 1991 BK Gyinamo Moszkva (Saporta-kupa)
- 1992 BK Gyinamo Moszkva (Korac-kupa)
- 1996 Albacomp (Korac-kupa) 10 pont, 2 lepattanó, 1 gólpassz[3]
- 2001 BK Himki Moszkva (Korac-kupa)

## Csapatai
- 1985-1992  BK Gyinamo Moszkva
- 1992-1997  Albacomp
- 1998  BK Szpartak Szentpétervár
- 1998-2001  BK Himki Moszkva[4]